# Landwirtschaftlicher Buchführungsverband
Der Landwirtschaftliche Buchführungsverband (LBV) ist eine Buchführungs- und Steuerberatungsgesellschaft mit rund 13.500 Mitgliedern aus dem Gartenbau, der Landwirtschaft und der Forstwirtschaft.
In den Bundesländern Schleswig-Holstein, Hamburg, Mecklenburg-Vorpommern und Brandenburg werden 77 Bezirksstellen unterhalten. Die Zentrale befindet sich in Kiel.